# Xanthograpta purpurascens
Xanthograpta purpurascens là một loài bướm đêm thuộc họ Noctuidae. Loài này có ở Úc.